# Sasha Pieterse
Sasha Embeth Pieterse (ur. 17 lutego 1996 w Johannesburgu) – amerykańska aktorka, modelka i piosenkarka. Znana m.in. z roli Buffy Davis w Rodzince z Manhattanu, a także z roli Alison DiLaurentis w Słodkich kłamstewkach.

## Życiorys

### Dzieciństwo
Urodziła się 17 lutego 1996 roku w Johannesburgu. Jej rodzice, Sean i Zizi, byli zawodowymi tancerzami występującymi na całym świecie. Jej rodzina początkowo przeprowadziłą się do Las Vegas, następnie przeniosła się do Los Angeles. Ze względu na pracę rodziców, była oswojona z show biznesem. Przekazała, że uczyła się w domu, a szkołę ukończyła w wieku 14 lat.

### Modeling
Pracę w modelingu i reklamie rozpoczęła w wieku 4 lat. Jeszcze jako dziecko znalazła się m.in. na bilboardzie firmy SuperCats.
Wystąpiła na Macy's Passport Fashion Show. Jej zdjęcia pojawiły się w wielu magazynach, w tym na okładkach: BELLO's Young Hollywood" (grudzień 2014), TeenProm (2015), Seventeen (sierpień 2016), Social Life (sierpień 2019).

### Aktorstwo
W wieku 6 lat wystąpiła w serialu komediowym Rodzinka z Manhattanu jako Buffy Davis. W 2004 wystąpiła gościnnie w serialu Gwiezdne wrota jako Grace. Rok później wystąpiła w serialu Dr House, w którym zagrała Andie chorującą na raka. W tym samym roku zagrała swoją pierwszą główną rolę w filmie prezentowanym przez Disney Channel pt. Rekin i Lava: Przygoda w 3D.
Zagrała wiele epizodycznych czy trzecioplanowanych ról, m.in. w CSI: Kryminalne zagadki Miami, X-Men: Pierwsza klasa czy Bez śladu.
W 2009 roku wzięła udział w przesłuchaniach do serialu Słodkie kłamstewka i rozpoczęła pracę na planie jako Alison DiLaurentis, jedna z głównych bohaterek. Za rolę w tym serialu otrzymała wiele nominacji i dwie nagrody (zobacz).

### Muzyka
12 kwietnia 2013 roku wydała swój debiutancki singel This Country is Bad Ass. Drugi singel wyszedł 14 czerwca 2013 roku pt. RPM. 12 lipca 2013 ukazał się trzeci singel: I Can't Fix You, a 10 grudnia 2013 roku czwarty singel: No.

### Inne
W 2017 roku wystąpiła w programie Dancing with the Stars.
W 2019 roku wydała książkę kucharską Sasha in Good Taste: Recipes for Bites, Feasts, Sips & Celebrations.
W 2020 roku wystąpiła jako juror w programach Beat Bobby Flay oraz Sugar Rush.

## Życie prywatne
22 grudnia 2015 roku Pieterse zaręczyła się ze swoim wieloletnim partnerem Hudsonem Sheafferem. Pobrali się 27 maja 2018 roku w Castle Leslie w Glaslough w Irlandii. W listopadzie 2020 roku para poinformowała, że urodził im się syn.
Na początku 25. sezonu programu Dancing with the Stars Pieterse ujawniła, że zdiagnozowano u niej zespół policystycznych jajników, który powoduje takie objawy, jak nieregularne miesiączki i przybieranie na wadze. 
Pieterse zna trzy języki: afrikaans, angielski oraz francuski.

## Filmografia

### Filmy
| Rok  | Film                                    | Rola              | Notatki          | Źródło |
| ---- | --------------------------------------- | ----------------- | ---------------- | ------ |
| 2005 | Rekin i Lava: Przygoda w 3D             | Marissa           |                  | [ 12 ] |
| 2007 | Odwrócić przeznaczenie                  |                   |                  |        |
| 2007 | Facet pełen uroku                       |                   |                  | [ 28 ] |
| 2011 | X-Men: Pierwsza klasa                   | Nastolatka        | Rola epizodyczna | [ 14 ] |
| 2013 | G.B.F.                                  | Fawcett Brooks    |                  | [ 29 ] |
| 2014 | Wada ukryta                             | Japonica Fenway   |                  | [ 30 ] |
| 2015 | Burning Bodhi                           | Aria              |                  | [ 31 ] |
| 2017 | Coin Heist                              | Dakota Cunningham |                  |        |
| 2018 | The Honor List                          | Isabella Walker   |                  | [ 32 ] |
| 2022 | Nierozłączki: Duch, który musiał odejść | Ms. Aruba-Tate    |                  | [ 33 ] |
| 2022 | Nierozłączki: Skazane na balet          | Ms. Aruba-Tate    |                  | [ 33 ] |
| 2024 | The Image of You                        | Anna / Zoe        |                  | [ 34 ] |

### Seriale i filmy telewizyjne
| Rok       | Serial                              | Rola               | Notatka                       | Źródło |
| --------- | ----------------------------------- | ------------------ | ----------------------------- | ------ |
| 2002–2003 | Rodzinka z Manhattanu               | Buffy Davis        | Główna rola                   | [ 12 ] |
| 2004      | Gwiezdne wrota                      | Grace              | W odcinku Grace               | [ 12 ] |
| 2005      | Poszukiwani                         | Millie Rose        | 2 odcinki                     | [ 12 ] |
| 2005      | Dr House                            | Andie              | W odcinku Autopsy             | [ 12 ] |
| 2007      | Claire                              | Maggie Bannion     | Film telewizyjny              | [ 35 ] |
| 2007      | CSI: Kryminalne zagadki Miami       | Beth Buckley       | S06E09                        | [ 13 ] |
| 2009      | Bez śladu                           | Daphne Stevens     | W odcinku Wanted              | [ 15 ] |
| 2009–2010 | Herosi                              | Amanda Strazzulla  | Sezon 4                       | [ 36 ] |
| 2009      | Heroes: Slow Burn                   | Amanda Strazzulla  |                               | [ 37 ] |
| 2010–2017 | Słodkie kłamstewka                  | Alison DiLaurentis | Główna rola                   | [ 38 ] |
| 2011      | Medium                              | Marie DuBois       | W odcinku Me Without You      | [ 39 ] |
| 2011      | Wymarzony luzer                     | Amy Loubalu        | Film telewizyjny              | [ 40 ] |
| 2014      | Hawaje 5-0                          | Dawn Hatfield      | W odcinku Pe'epe'e Kanaka     | [ 41 ] |
| 2016      | Sing It!                            | Destiny Wood       | W odcinku Destiny Is Calling! | [ 42 ] |
| 2019      | Słodkie kłamstewka: Perfekcjonistki | Alison DiLaurentis | Główna rola                   | [ 43 ] |
| 2019      | Epic Night                          | Shook              | Serial internetowy, 2 odcinki | [ 44 ] |
| 2024      | A Carpenter Christmas Romance       | Andrea Metcalf     | Film telewizyjny              | [ 14 ] |

## Nagrody
| Rok  | Nagrody                   | Kategoria | Nominacja             | Wynik     | Źródło        |
| ---- | ------------------------- | --- | --------------------- | --------- | ------------- |
| 2003 | Young Artist Award        | Najlepszy występ w serialu telewizyjnym (komedia lub dramat) – młoda aktorka w wieku dziesięciu lat lub młodsza | Rodzinka z Manhattanu | Wygrana   | [ 45 ]        |
| 2003 | Young Artist Award        | Najlepszy zespół aktorski w serialu telewizyjnym (komedia lub dramat), wraz z Caitlin Wachs i Jimmym Pinchakiem | Rodzinka z Manhattanu | Nominacja | [ 45 ]        |
| 2011 | ShoWest                   | Przełomowy wykonawca roku                                                                                       | Słodkie kłamstewka    | Nominacja | [ 46 ]        |
| 2014 | Teen Choice Awards        | Najlepsza wschodząca gwiazda telewizyjna                                                                        | Słodkie kłamstewka    | Wygrana   | [ 47 ] [ 48 ] |
| 2015 | Independent Spirit Awards | Nagroda Roberta Altmana (wspólna z reżyserem, dyrektorem obsady i obsadą)                                       | Wada ukryta           | Wygrana   | [ 49 ]        |
| 2015 | MTV Fandom Awards         | Ship roku (wspólnie z Shay Mitchell)                                                                            | Słodkie kłamstewka    | Nominacja | [ 50 ]        |
| 2015 | Teen Choice Awards        | Choice TV: Scene Stealer                                                                                        | Słodkie kłamstewka    | Nominacja | [ 51 ]        |
| 2016 | Teen Choice Awards        | Choice TV: Scene Stealer                                                                                        | Słodkie kłamstewka    | Wygrana   | [ 52 ]        |
| 2016 | Teen Choice Awards        | Aktorka telewizyjna w serialu dramatycznym                                                                      | Słodkie kłamstewka    | Nominacja | [ 53 ]        |
| 2017 | Teen Choice Awards        | Najlepszy ship telewizyjny (wspólnie z Shay Mitchell)                                                           | Słodkie kłamstewka    | Nominacja | [ 54 ]        |